# Gymnetis margineguttata
Gymnetis margineguttata är en skalbaggsart som beskrevs av Hippolyte Louis Gory och Achille Rémy Percheron 1833. Gymnetis margineguttata ingår i släktet Gymnetis och familjen Cetoniidae.

## Underarter
Arten delas in i följande underarter:
- G. m. schaueri
- G. m. mathani
- G. m. scheini